# 大连 (官职)

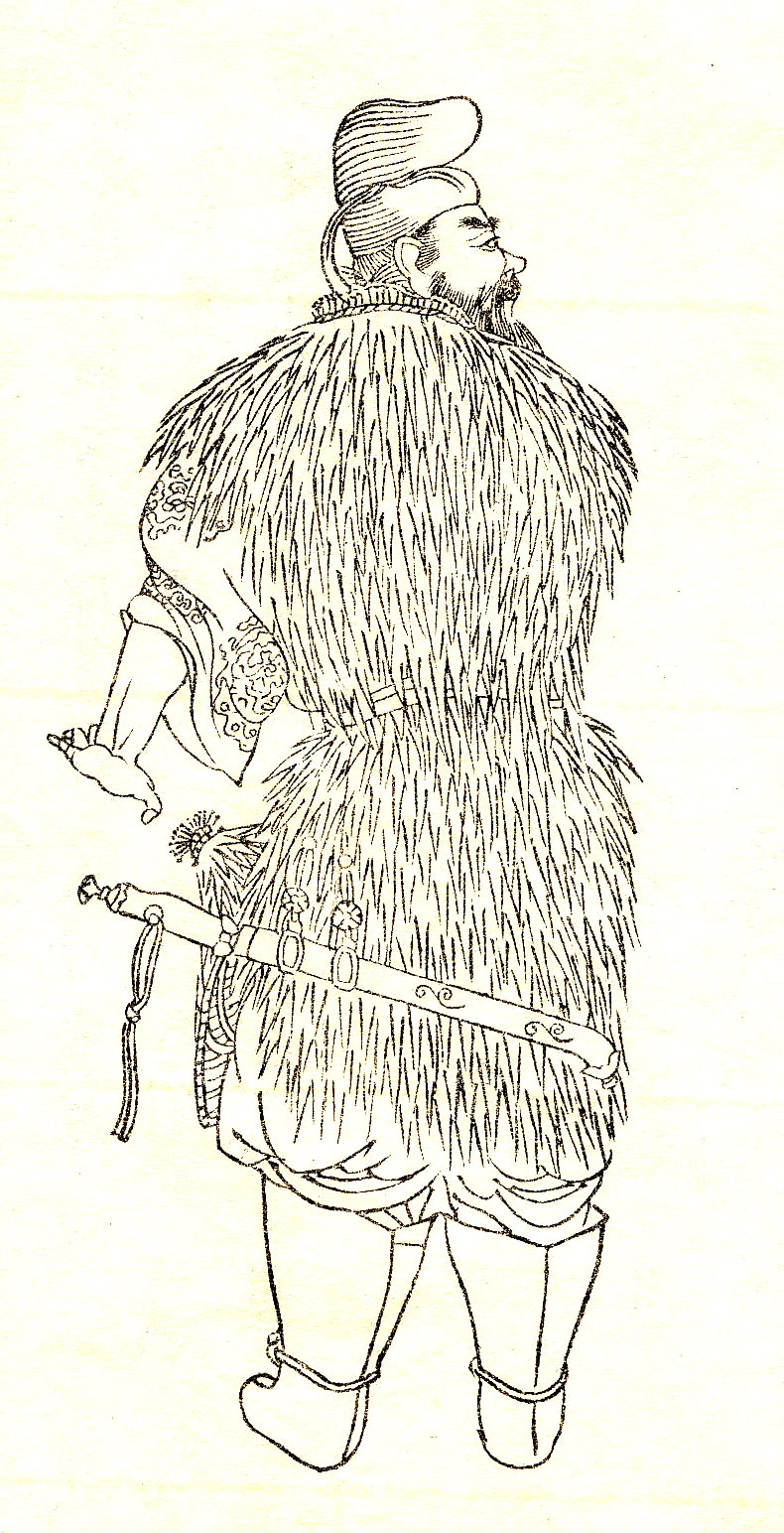
大连（官职）

大连（日语：／ O-Muraji）原是日本古坟时代中的一种役職，隨日本氏姓制度發展，奈良大和王权的治天下大王（天皇）按照氏的身份及与大王家关系的亲疏，分别赐予各个氏的不同称呼。是用来表示氏的尊卑和贵族等级高低的标志。
姓分为5种，即臣、连、君、直、造。“连”是被赐予神代史上的神为祖先的“神别”诸氏（传说中天孙降临时的五个随从的后裔），如物部连和中臣连（物部连中的“连”是物部氏的姓），大连是连姓中地位最高的级别，与大臣（臣姓中地位最高的级别）作为中央贵族而参与最高朝政。具有决策权。物部氏（兵器）曾获赐此姓，与大伴氏（兵力）共同把持朝政。

## 相關
- 日本古代职官